# Lynn Conway
Lynn Ann Conway (2. ledna 1938 Mount Vernon, New York – 9. června 2024 Jackson, Michigan) byla americká počítačová vědkyně, elektroinženýrka a transrodová aktivistka.
V 60. letech 20. století pracovala ve společnosti IBM a vynalezla zobecněné dynamické zpracování instrukcí, což je klíčový pokrok používaný při vykonávání instrukcí mimo pořadí, který ke zvýšení výkonu využívá většina moderních počítačových procesorů. Iniciovala revoluci v návrhu mikroprocesorů Mead-Conway VLSI (Very Large Scale Integrated). Tato revoluce se v 80. letech 20. století rychle rozšířila po výzkumných univerzitách a v počítačovém průmyslu, podnítila vznik odvětví automatizace elektronického návrhu, dala vzniknout moderní "slévárenské" infrastruktuře pro návrh a výrobu čipů a v 80. a 90. letech 20. století vyvolala příval nových společností v oblasti špičkových technologií.

## Mládí a vzdělání
Lynn Conwayová vyrůstala ve White Plains ve státě New York. Byla plachá a od dětství trpěla rodovou dysforií. Fascinovala ji astronomie (jedno léto si postavila šestipalcový (150 mm) reflektorový dalekohled) a na střední škole se jí dařilo v matematice a přírodních vědách. V roce 1955 nastoupila na MIT, kde získávala dobré známky, ale nakonec ze zoufalství odešla poté, co se jí v letech 1957–1958 kvůli tehdejším lékařským podmínkám nepodařil pokus o tranzici. Poté, co několik let pracovala jako elektrotechnička, pokračovala ve studiu na Fakultě inženýrství a aplikovaných věd Kolumbijské univerzity a v letech 1962 a 1963 získala tituly bakaláře a magistra.

## Začátky výzkumu v IBM
V roce 1964 byla Lynn Conway přijata do výzkumu IBM v Yorktown Heights ve státě New York a brzy byla vybrána do inženýrského týmu, který navrhoval pokročilý superpočítač, kde pracovala společně s Johnem Cockem, Brianem Randellem, Herbertem Schorrem, Edem Sussenguthem, Franem Allenem a dalšími výzkumníky IBM na projektu Advanced Computing Systems (ACS). V rámci tohoto projektu vynalezla dynamické plánování instrukcí s více vydáními mimo pořadí. Muzeum počítačové historie uvedlo, že "stroje ACS byly zřejmě první superskalární konstrukcí, což je paradigma v návrhu počítačů široce využívané v moderních vysoce výkonných mikroprocesorech".

## Tranzice
Poté, co se Lynn Conway dozvěděla o průkopnickém výzkumu Harryho Benjamina v oblasti léčby transrodových žen a uvědomila si, že je nyní možná operace pro zesoulazení pohlaví, vyhledala jeho pomoc a stala se jeho pacientkou. Kvůli těžkým depresím z důvodu pohlavní dysforie, kontaktovala Benjamina, který souhlasil s poskytnutím poradenství a předepsáním substituční hormonální terapie. Pod Benjaminovou péčí zahájila Lynn Conway medicínskou tranzici.
Zatímco se potýkala s životem v mužské roli, žila v manželství a měla dvě děti. Podle tehdejších právních omezení jí byl po tranzici přístup k jejich dětem odepřen.
Ačkoli doufala, že tranzice její zaměstnání neovlivní, společnost IBM ji v roce 1968 propustila poté, co svůj záměr podstoupit tranzici odhalila. V roce 2020 se za to firma IBM oficiálně omluvila.

## Kariéra počítačové vědkyně
Po ukončení tranzice v roce 1968 přijala Lynn Conway nové jméno a identitu a znovu zahájila svou kariéru v takzvaném "skrytém režimu" jako smluvní programátorka ve společnosti Computer Applications, Inc. V letech 1969–1972 pak pracovala ve společnosti Memorex jako návrhářka digitálních systémů a počítačová architektka.
V roce 1973 nastoupila do Xerox PARC, kde pod vedením Berta Sutherlanda vedla skupinu "LSI Systems". Během svého působení v PARC Conway založila "multiprojektové plátky" (MPW). Tato nová technologie umožňovala zabalit více návrhů obvodů z různých zdrojů do jediného křemíkového plátku. Její nový vynález zvýšil výrobu a snížil náklady. Ve spolupráci s Ivanem Sutherlandem a Carverem Meadem z Caltechu se zabývala metodikou návrhu VLSI a stala se spoluautorkou průkopnického díla Introduction to VLSI Systems, které se brzy stalo standardní učebnicí návrhu čipů a do roku 1983 se používalo na téměř 120 univerzitách. Díky více než 70 000 prodaných výtisků a nové integraci jejích inovací MPC79/MOSIS se Meadova-Conwayové revoluce stala součástí návrhu VLSI.
V roce 1978 působila Lynn Conway jako hostující docentka elektrotechniky a informatiky na MIT, kde vyučovala dnes již slavný kurz návrhu VLSI založený na návrhu Meadovy-Conwayové knihy. V rámci kurzu byly ověřené nové designové metody, učebnice a vytvořeny osnovy a příručku pro instruktory, které se později používaly v kurzech po celém světě.
Mezi její příspěvky patřil vynález bezrozměrných, škálovatelných návrhových pravidel, která výrazně zjednodušila návrh čipů a návrhové nástroje, a vynález nové formy internetové infrastruktury pro rychlou tvorbu prototypů a výrobu velkého množství návrhů čipů v krátkém časovém horizontu. Tato nová infrastruktura byla v roce 1981 institucionalizována jako systém MOSIS (Metal Oxide Semiconductor Implementation Service). Po dvou letech jejího úspěchu obdrželi Mead a Conway výroční cenu za zásluhy časopisu Electronics. Od té doby systém MOSIS zhotovil více než 50 000 návrhů obvodů pro komerční firmy, vládní agentury a výzkumné a vzdělávací instituce po celém světě. Výzkumník v oblasti VLSI Charles Seitz uvedl, že "MOSIS představoval první období od průkopnické práce Eckerta a Mauchleyho na ENIACu na konci 40. let, kdy měly univerzity a malé firmy přístup k nejmodernější digitální technologii."
Výzkumné metody použité při vývoji metodiky návrhu Mead-Conway VLSI a prototypu MOSIS jsou zdokumentovány ve zprávě společnosti Xerox z roku 1981 a v časopise Euromicro Journal. Dopad práce týmu Mead-Conway je popsán v řadě historických přehledů výpočetní techniky. Lynn Conway a její kolegové sestavili online archiv původních článků, který dokumentuje velkou část této práce. Metody se v roce 1980 staly také předmětem etnografického zkoumání antropoložky PARC Lucy Schuman, která své rozhovory s Conwayovou publikovala v roce 2021.
Počátkem 80. let odešla Conway ze společnosti Xerox do agentury DARPA, kde byla klíčovou architektkou Strategické počítačové iniciativy ministerstva obrany, výzkumného programu zkoumajícího vysoce výkonné počítače, technologie autonomních systémů a inteligentní zbraňové technologie.
V článku pro USA Today o jejím nástupu do DARPA Mark Stefik, vědec ze společnosti Xerox, který s ní spolupracoval, uvedl, že "Lynn by chtěla prožít pět životů během jednoho života" a že je "charismatická a velmi energická". Douglas Fairbairn, bývalý spolupracovník společnosti Xerox, řekl: "(Lynn) Přijde na to, jak to udělat, aby všichni vyhráli."
V roce 1985 nastoupila Lynn Conway na Michiganskou univerzitu jako profesorka elektrotechniky a informatiky a proděkanka pro inženýrství. Tam pracovala na "vizuální komunikaci a kontrolních sondách pro základní koncepty systémů a uživatelských rozhraní, které jsou použitelné pro hybridizovanou komunikaci pomocí internetu/širokopásmových kabelů". V roce 1998 odešla z aktivní výuky a výzkumu do důchodu jako emeritní profesorka Michiganské univerzity.

## Odkaz
Jak uvádí sociolog Thomas Streeter v knize The Net Effect: "Tím, že Conway přijala tuto práci, ukázala, že není žádnou protiválečnou liberálkou. (V reakci na kritiku řekla: "Pokud musíte bojovat, a někdy musíte, abyste se vypořádali se špatnými lidmi, historie nám říká, že opravdu pomáhá mít ty nejlepší dostupné zbraně)". Lynn Conway si však přenesla smysl pro počítače jako nástroje horizontální komunikace, který vstřebala v PARCu, přímo do DARPA – v jednom z nejžhavějších momentů studené války."
Na podzim roku 2012 vydalo IEEE speciální číslo časopisu IEEE Solid-State Circuits Magazine věnované její kariéře, včetně jejích kariérních vzpomínek a odborných komentářů Chucka House, bývalého ředitele inženýrství v HP, Carla Séquina, profesora EECS na U.C. Berkeley, a Kena Sheparda z Columbia University. Následně se rozsah Conwayové přínosu dočkal širší retrospektivní pozornosti. "Protože jsem nevypadala jako #LookLikeanEngineer, málokdo si všiml, co jsem v 70. a 80. letech skutečně dělala," říká Conway.
"Zjevně se objevilo nové paradigma ...". Důležité bylo, že nápaditá podpora ve smyslu infrastruktury a šíření myšlenek se ukázala stejně cenná jako koncepty, nástroje a čipy. "Elektronická kniha" a "slévárna" byly prozíravé a nezbytné, poskytly impuls a důkazní body." James F. "Jim" Gibbons, bývalý děkan inženýrství na Stanfordově univerzitě. Dále uvádí, že Lynn Conway byla z jeho pohledu "...jedinečnou silou celého vývoje "slévárny", který vznikl.". Kenneth Shepard, profesor biomedicínského a elektrotechnického inženýrství na Kolumbijské univerzitě, uvedl, že "Její úžasný příběh úspěchu a osobního triumfu tváří v tvář osobní nepřízni a zjevné diskriminaci by měl sloužit jako inspirace pro všechny mladé lidi v oboru inženýrství."
V roce 2020 prezident NAE John L. Anderson prohlásil, že "Lynn Conway je nejen revoluční průkopnicí v oblasti návrhu systémů VLSI ... Ale stejně důležité je, že Lynn velmi statečně vyprávěla svůj vlastní příběh a její vytrvalost byla pro společnost připomínkou, že by neměla být slepá k inovacím žen, lidí s jinou barvou pleti nebo dalších, kteří neodpovídají dávno zastaralým – ale bohužel přetrvávajícím – představám o tom, jak vypadá inženýr."

## Trans aktivismus
Když se Conwayová blížila k důchodu, dozvěděla se, že příběh jejího raného působení v IBM by mohl být brzy odhalen díky vyšetřování Marka Smothermana, kterého výsledky se připravovalo k vydání v roce 2001. V roce 1999 se začala v tichosti přiznávat přátelům a kolegům ke své minulé změně pohlaví, přičemž k vyprávění příběhu vlastními slovy využila své osobní webové stránky. O jejím příběhu se pak v roce 2000 šířeji psalo v profilech v časopisech Scientific American a Los Angeles Times. V pozdějším rozhovoru pro časopis Forbes Conwayová uvedla: "Od 70. let do roku 1999 jsem byla uznávána jako žena, která překonává genderovou bariéru v oblasti počítačových věd, ale v roce 2000 to byla bariérou jenž jsem musela překonávat ta transrodová."
Po zveřejnění svého příběhu se začala věnovat transrodovému aktivismu s úmyslem "vnést osvětu a normalizovat problematiku rodové identity a procesů tranzice". Usilovala o ochranu a rozšíření práv transrodových osob. Poskytla přímou i nepřímou pomoc mnoha dalším transrodovým ženám, které procházejí tranzicí, a spravuje webové stránky poskytující lékařské zdroje a emocionální rady. Jejíchž části byly přeloženy do většiny hlavních světových jazyků. Vedla seznam mnoha úspěšných transrodových osob po tranzici, aby podle svých slov "poskytla vzory pro osoby, které tranzici čelí". Její webové stránky také poskytovaly zprávy týkající se transrodové problematiky a informace o operacích změny pohlaví pro transrodové ženy, operacích feminizace obličeje, akademických šetřeních o výskytu transsexualismu a problematice transrodovosti a transsexuality obecně.
Zasazovala se také o rovné příležitosti a ochranu zaměstnání pro trans lidi v technologicky vyspělém průmyslu a o odstranění patologizace transrodových osob ze strany psychiatrické komunity.
Conwayová byla kritičkou Blanchardové, Baileho a Lawrenceové teorie o mtf transsexualitě, podle níž jsou všechny transrodové ženy motivovány buď femininní homosexualitou, nebo autogynefilií. Byla také klíčovou osobou v kampani proti knize J. Michaela Baileyho o této teorii s názvem The Man Who Would Be Queen (Muž, který chtěl být královnou). Americká aktivistka za práva transrodových lidí Andrea James, Lynn Conway a profesorka ekonomie na Chicagské univerzitě Dierdre McCloskey napsaly dopisy Severozápadní univerzitě a obvinily Baileyho z toho, že "prováděl intimní výzkumná pozorování na lidských subjektech, aniž by jim řekl, že jsou objekty výzkumu". Bioetička Alice Dreger ve své knize Galilieo's Middle Finger kritizovala Conwayovou za podání žaloby proti Baileymu, která neměla "žádný právní základ", přičemž se odvolávala na své tvrzení, že Bailey neměl licenci klinického psychologa, když psal dopisy na podporu mladé transrodové ženy usilující o tranzici. Podle Dregerové, jelikož Bailey za své služby nedostával odměnu, licenci v Illinois nepotřeboval a ve svých dopisech na podporu žen "zcela otevřeně hovořil jak o tom, že s nimi vedl pouze krátké rozhovory (na rozdíl od toho, že jim poskytoval rozsáhlé poradenství), tak o své vlastní kvalifikaci a odbornosti...". [a] dokonce přiložil kopie svého životopisu". Jak tvrdí Alice Dreger, "pravděpodobně to vše bylo důvodem, proč se stát Illinois nikdy neobtěžoval obvinění vznést". Lynn Conway v reakci namítla, že Dreger "odvádí pozornost od Baileyho knihy a masivních protestů trans komunity a celý spor karikuje jako nic jiného než zlovolnou snahu tří poněkud čarodějnic 'zničit život' brilantnímu vědci."
Conway byla členkou hereckého souboru prvního čistě transrodově obsazeného představení Monology vagíny v Los Angeles v roce 2004 a objevil se v dokumentárním filmu stanice LOGO-Channel o této události s názvem Beautiful Daughters.
V roce 2009 byla Lynn Conway u příležitosti 40. výročí stonewallských nepokojů jmenována jednou z "40 trans hrdinek Stonewallu" organizací International Court System, jednou z nejstarších a největších převážně homosexuálních organizací na světě, a National Gay and Lesbian Task Force.
V roce 2013 Conwayová s kolegyní Leandrou Vicciovou z Univerzity Severní Karolíny v Chapel Hill za podpory mnoha vůdčích osobností v oblasti špičkových technologií úspěšně lobbovaly u správní rady Institutu elektrotechnických a elektronických inženýrů (IEEE) za začlenění transrodovosti do etického kodexu IEEE. Tento kodex, který je v rámci profese známý stejně jak kodex cti tak etiky, se v lednu 2014 stal plně inkluzivním pro komunitu LGBT, což mělo dopad na největší světovou inženýrskou profesní společnost se 425 000 členy ve 160 zemích. V roce 2014 byla Lynn časopisem Time označena za jednu z "21 transrodových lidí, kteří ovlivnili americkou kulturu". V roce 2015 byla vybrána pro zařazení do "The Trans100" a v roce 2020 s ní byl veden rozhovor pro zařazení do projektu Trans Activism Oral History Project.
V roce 2020, 52 let poté, co ji IBM vyhodila kvůli tomu, že je transrodová, se IBM Conwayové oficiálně a veřejně omluvila; IBM uspořádala veřejnou akci "Průkopnice techniky a transrodová průkopnice Lynn Conwayová v rozhovoru s Diane Ghersonovou" (senior viceprezidentkou IBM pro lidské zdroje); ředitel výzkumu IBM Dario Gil řekl: "Lynn byla nedávno oceněna vzácnou cenou IBM za celoživotní dílo, která se uděluje jednotlivcům, kteří změnili svět prostřednictvím technologických vynálezů. Její mimořádné technické úspěchy pomohly definovat moderní počítačový průmysl. Vydláždila cestu tomu, jak dnes navrhujeme a vyrábíme počítačové čipy – a navždy změnila mikroelektroniku, zařízení i životy lidí."

## Osobní život
V roce 1987 se Lynn Conway seznámila se svým manželem Charlesem "Charliem" Rogersem, profesionálním inženýrem, který sdílí její zájem o přírodu, včetně kanoistiky a motokrosových závodů. Brzy spolu začali žít a v roce 1994 koupili dům s 24 akry (9,7 ha) luk, bažin a lesů na michiganském venkově. Vzali se dne 13. srpna 2002. V roce 2014 zdokumentoval časopis pro absolventy Michiganské univerzity The Michigan Engineer souvislosti mezi Conwayové inženýrským bádáním a dobrodružstvími v jejím osobním životě.

## Ocenění a pocty
Conwayová obdržela řadu ocenění a vyznamenání:
- Cenu za zásluhy časopisu Electronics za rok 1981, spolu s Carverem Meadem[101]
- Cena Harolda Pendera instituce Moore School, Pensylvánská univerzita, spolu s Carverem Meadem, 1984[102]
- IEEE EAB Major Educational Innovation Award, 1984[103]
- Fellow of the IEEE, 1985, "za přínos k technologii VLSI"[104]
- Medaile Johna Price Wetherilla Franklinova institutu, spolu s Carverem Meadem, 1985[105]
- Cena ministra obrany za zásluhy v civilní službě, květen 1985[49][106]
- Členka Národní akademie inženýrství, 1989[107]
- Národní cena za úspěchy, Společnost žen inženýrek, 1990[108]
- Prezidentské jmenování do rady návštěvníků Letecké akademie Spojených států amerických, 1996[109]
- Čestný doktorát, Trinity College, 1998[110]
- Síň slávy elektronického designu, 2002[111]
- Inženýrka roku, Národní organizace homosexuálních a lesbických vědců a technických profesionálů, 2005[112]
- Jmenována jedním ze "Stonewall 40 trans hrdinek" Imperiálním dvorním systémem a Národní pracovní skupinou pro LGBTQ, 2009.[82][83]
- Cena Computer Pioneer Award, IEEE Computer Society, 2009[7]
- Emeritní členka korporace, The Charles Stark Draper Laboratory, 1993–2010.[113]
- Fellow Award, Computer History Museum, 2014, "Za práci při vývoji a šíření nových metod návrhu integrovaných obvodů".[114][115][116][117][118][119]
- Čestný doktorát, Illinoiský technologický institut, 2014[120]
- Steinmetzova pamětní přednáška (na pozvání), IEEE/Union College, 2015.[121][122][123][124][125]
- Medaile Jamese Clerka Maxwella IEEE/RSE, 2015.[126][127][128][129][130][131][132][133]
- Magillova přednáška v oblasti vědy, techniky a umění (pozvaná), Columbia University, 2016.[134][135]
- Čestný doktorát, University of Victoria, 2016[136][137][138][139][140]
- Ocenění Fellow Award, Americká asociace pro rozvoj vědy (AAAS), 2016[141][142][143][144]
- Čestný doktorát a proslov při zahájení studia, Michiganská univerzita, Ann Arbor, 2018[145][146][147][148]
- Ocenění Pioneer in Tech, Národní centrum pro ženy v technologiích (NCWIT), 2019[149]
- Cena za celoživotní dílo, IBM Corporation, 2020[96]
- Vybrána pro uvedení do Národní síně slávy vynálezců (NIHF), 2023[150][151][152]
- Čestný doktorát, Princetonská univerzita, 2023.[153]

## Vybrané práce
- MEAD, Carver; CONWAY, Lynn. Introduction to VLSI Systems. [s.l.]: Addison-Wesley, 1980. Dostupné online. ISBN 0201043580.
- CONWAY, L. THE MPC ADVENTURES: Experiences with the Generation of VLSI Design and Implementation Methodologies. Xerox PARC Technical Report VLSI-81-2. February 1981. Dostupné online.
- CONWAY, L. The Design of VLSI Design Methods. Proc. VUB European Solid-State Circuits Conference (Invited Lecture).  Vrije Universiteit Brüssel, Brussels, Belgium:  September 23, 1982, s. 106–117. Dostupné online.
- CONWAY, Lynn. Reminiscences of the VLSI Revolution: How a Series of Failures Triggered a Paradigm Shift in Digital Design. Solid-State Circuits Magazine. IEEE, 2012, s. 8–31. Dostupné online. doi:10.1109/MSSC.2012.2215752.
- CONWAY, L. The Disappeared: Beyond Winning and Losing. Computer. IEEE Computer Society, October 2018, s. 66–73. Dostupné online.
- CONWAY, Lynn. Dependable and Historic Computing: Essays Dedicated to Brian Randell on the Occasion of his 75th Birthday. Redakce Jones C. B.. [s.l.]: Springer-Verlag, 2011. ISBN 978-3-642-24541-1. Kapitola IBM-ACS: Reminiscences and Lessons Learned from a 1960's Supercomputer Project, s. 185–224.
- CONWAY, Lynn. Lynn Conway's IBM-ACS Archive [online]. University of Michigan [cit. 2016-06-04]. Dostupné online.
- CONWAY, L.; RANDELL, Brian; SENZIG, D. Dynamic Instruction Scheduling. ai.eecs.umich.edu. IBM-ACS, February 23, 1966. Dostupné online.
- ROZENBERG, D.; CONWAY, L.; RIEKERT, R. ACS Simulation Technique. ai.eecs.umich.edu. IBM-ACS, March 15, 1966. Dostupné online.
- CONWAY, L. MPM Timing Simulation. ai.eecs.umich.edu. IBM-ACS, August 25, 1967. Dostupné online.
- CONWAY, L. ACS Logic Design Conventions: A Guide for the Novice. ai.eecs.umich.edu. IBM-ACS, November 29, 1967. Dostupné online.
- CONWAY, L. A Proposed ACS Logic Simulation System. ai.eecs.umich.edu. IBM-ACS, October 31, 1967. Dostupné online.
- CONWAY, L. The Computer Design Process: A Proposed Plan for ACS. ai.eecs.umich.edu. IBM-ACS, August 6, 1968. Dostupné online.

## Patenty
- Teleautonomous System and Method Employing Time/Position Synchrony/Desynchrony. Původci vynálezu: Lynn CONWAY, Richard VOLZ, Michael WALKER.  US. Patentový spis 5046022. September 3, 1991..
- System and Method for Teleinteraction. Původce vynálezu: Lynn CONWAY.  US. Patentový spis 5444476.
- Apparatus and Method for Remote Control Using a Visual Information Stream. Původci vynálezu: Lynn CONWAY, Charles COHEN.  US. Patentový spis 5652849.
- Visual Control Selection of Remote Mechanisms. Původce vynálezu: Lynn CONWAY.  US. Patentový spis 5719622.
- Method and System for Organizing and Presenting Audio/Visual Information. Původce vynálezu: Lynn CONWAY.  US. Patentový spis 5745782.